# Ermida de Nossa Senhora de Fátima (Campo Raso)
A Ermida de Nossa Senhora de Fátima é uma Ermida portuguesa localizada ao Campo Raso, freguesia da candelária, concelho da Madalena do Pico, na ilha do Pico, no arquipélago dos Açores.